# Ascension of the Cybermen
"Ascension of the Cybermen" é o nono episódio da 12.ª temporada da série de ficção científica britânica Doctor Who, transmitido originalmente através da BBC One em 23 de fevereiro de 2020. É a primeira parte do season finale da temporada, que foi concluído no episódio seguinte, "The Timeless Children". Foi escrito pelo showrunner da série, Chris Chibnall, e dirigido por Jamie Magnus Stone.
O episódio apresenta Jodie Whittaker como a Décima terceira Doutora, ao lado de Bradley Walsh, Tosin Cole e Mandip Gill como seus acompanhantes, Graham O'Brien, Ryan Sinclair e Yasmin Khan, respectivamente. Enquanto a Doutora lida com o resultado de suas ações em "The Haunting of Villa Diodati", seus acompanhantes devem enfrentar as consequências das mortais cyber-guerras, unindo-se aos últimos humanos sobreviventes para se defender dos cybermen enquanto buscam por uma saída.
O episódio foi assistido por 4,99 milhões de telespectadores e recebeu críticas positivas dos avaliadores.

## Enredo
No interior da Irlanda, no início do século XX, um jovem casal encontra e adota um bebê abandonado, Brendan, que cresce e se torna um policial. Em uma missão inicial, ele é baleado e cai de um penhasco durante um confronto com um criminoso, mas milagrosamente sobrevive ileso. Anos mais tarde, ele se aposenta, mas é confrontado por dois homens - seu pai adotivo e mentor, nenhum dos quais envelheceu - que o levam para o "escritório de trás" e colocam eletrodos na sua cabeça, dizendo que eles precisam recomeçar e que ele não vai se lembrar.
No futuro distante, os últimos humanos se escondem dos últimos cybermen, que quase os levou à extinção. Quando cybernaves se aproximam, a Doutora, Graham, Ryan e Yasmin chegam e estabelecem meios para proteger os humanos de um grupo de cyberdrones. No entanto, seus dispositivos falham e alguns dos humanos são mortos. A Doutora ordena que seus acompanhantes saiam com os humanos restantes em sua nave e se ponham em segurança, mas Ryan e outro humano chamado Ethan são separados pelo líder parcialmente convertido dos cybermen, Ashad. Ryan e Ethan escapam para ajudar a Doutora a invadir uma das cybernaves, mas os cybermen os perseguem em outra.
No espaço profundo, Yaz, Graham e os outros três humanos, Yedlarmi, Ravio e Bescot, descobrem que estão viajando por um campo de batalha cercado por cybermen mortos. Eles embarcam em um cybercargueireio abandonado, que eles acreditam que pode levá-los para "Ko Sharmus", um paraíso que supostamente abriga a Fronteira, um portal que envia humanos para o outro lado do universo, onde eles não podem ser seguidos pelos cybermen. Graham e Ravio investigam e descobrem que o cybercargueireio mantém milhares de cyberguerreiros em estado de êxtase, assim como Ashad e sua equipe atracam na nave.
A Doutora, Ryan e Ethan chegam ao planeta Ko Sharmus e descobrem que este é uma pessoa que ajudou outros humanos a atravessar a Fronteira, mas ficou para trás no caso de outros terem sobrevivido. Ele os leva para a Fronteira e um portal se abre. Ashad e os cybermen começam a atacar os guerreiros e a reanima-los, enquanto Graham e Ravio retornam ao convés de controle. Ashad leva os guerreiros para o mesmo lugar enquanto Yaz consegue entrar em contato com a Doutora, avisando-a de que a nave está quase lá, mas está carregando numerosos cyberguerreiros.
A Doutora assiste horrorizada enquanto o outro lado do portal revela Gallifrey em ruínas, para grande confusão de todos. O Mestre sai de lá, exclamando que a Doutora deve ter medo, porque tudo está prestes a mudar para sempre.

## Produção
"Ascension of the Cybermen" foi escrito pelo showrunner da série, Chris Chibnall. Mais detalhes do episódio foram anunciados no volume 548 da Doctor Who Magazine no início de fevereiro de 2020. Foi dirigido por Jamie Magnus Stone.
Julie Graham foi escalado como Ravio no episódio. Ian McElhinney e Steve Toussaint também foram anunciados para aparecer neste episódio e no seguinte, "The Timeless Children".

## Transmissão e recepção
| Críticas profissionais            | Críticas profissionais |
| Pontuações agregadas              | Pontuações agregadas   |
| Fonte                             | Avaliação              |
| --------------------------------- | ---------------------- |
| Rotten Tomatoes (Pontuação Média) | 93%                    |
| Rotten Tomatoes (Tomatometer)     | 7,3/10                 |
| Avaliações da crítica             |                        |
| Fonte                             | Avaliação              |
| The A.V. Club                     | B                      |
| Entertainment Weekly              | B+                     |
| Metro                             | [ 8 ]                  |
| Radio Times                       | [ 9 ]                  |
| The Independent                   | [ 10 ]                 |
| The Telegraph                     | [ 11 ]                 |

"Ascension of the Cybermen" foi exibido originalmente na BBC One em 23 de fevereiro de 2020. É a primeira parte de uma história em duas partes; o episódio final "The Timeless Children", o final da 12.ª temporada, foi ao ar no dia 1º de março.
Foi assistido por 3,71 milhões de telespectadores na noite de exibição, tornando-se o oitavo programa mais assistido do dia no Reino Unido. O episódio teve uma pontuação de 81 no Índice de Avaliação do Público. O episódio recebeu um total oficial de 4,99 milhões de visualizações em todos os canais do Reino Unido e foi o 25º programa mais assistido da semana.
Recebeu uma aprovação de 93% e uma classificação média de 7,3/10, no site agregador de críticas Rotten Tomatoes, com base em 13 críticas. O consenso no site diz: "'Ascension of the Cybermen' se baseia no momento da semana passada, preparando o cenário para o que deve ser um épico final de temporada".